# 딱총놀이
딱총놀이는 보통 산죽을 잘라서 대롱을 만들고 물에 적신 종이를 총구에 넣은 후 압력을 이용해 총알을 밀어내는 딱총을 이용한 놀이를 가리킨다. 물을 이용하는 대신 화약을 이용한 불딱총도 있으며, 총알 대신 물을 내쏘는 물딱총도 있다.
근대화 이전까지는 딱총뿐만 아니라 새총, 팽이, 자치기 막대, 제기, 버들피리처럼 주변에서 쉽게 구할 수 있는 자연물을 변형한 놀이기구를 만들어 가지고 노는 일이 많았다.